# Beirut (película)
Beirut, también conocida como The Negotiator (Reino Unido), es una película estadounidense de thriller y espías dirigida por Brad Anderson y escrita por Tony Gilroy. Ambientada en 1982 durante la guerra civil libanesa, la película es protagonizada por Jon Hamm como un exdiplomático de los Estados Unidos que regresa al servicio en la ciudad titular de Beirut para salvar a un colega del grupo responsable de la muerte de su familia. Rosamund Pike, Dean Norris, Shea Whigham, Larry Pine y Mark Pellegrino también la protagonizan. La fotografía principal comenzó en Marruecos en junio de 2016.
La película se estrenó el 22 de enero de 2018 en el Festival de Cine de Sundance y se estrenó en Estados Unidos el 11 de abril de 2018. Recibió reseñas generalmente positivas de los críticos, que la llamaron "absorbente a pesar de sus defectos" y elogiaron las actuaciones de Hamm y Pike.

## Reparto
- Jon Hamm como Mason Skiles.
- Rosamund Pike como Sandy Crowder.
- Dean Norris como Donald Gaines.
- Shea Whigham como Gary Ruzak.
- Larry Pine como Frank Whalen.
- Mark Pellegrino como Cal Riley.
- Idir Chender como Karim Abu Rajal.
- Ben Affan como Jassim/Rami.
- Leïla Bekhti como Nadia.
- Alon Abutbul como Roni Niv.
- Kate Fleetwood como Alice.
- Douglas Hodge como Sully.
- Jonny Coyne como Bernard.
- Mohamed Zouaoui como Fahmi.
- Mohamed Attougui como Raffik.
- Neal Huff como Ernie.

## Producción
En mayo de 2015, Deadline Hollywood reportó que Jon Hamm había firmado para protagonizarla. En julio de 2015, Rosamund Pike se unió al reparto. En mayo de 2016, ShivHans Pictures se unió para producir y financiar la película. Dean Norris, Shea Whigham, Larry Pine y Mark Pellegrino se también se unieron al reparto. El rodaje comenzó en Tánger, Marruecos en junio de 2016.

## Estreno
Bleecker Street adquirió los derechos de distribución de EE. UU. en julio de 2017. La película se estrenó en el Festival de Cine de Sundance de 2018 en enero de 2018. Fue estrenada en cines estadounidenses en 11 de abril de 2018.